# Josef Gassner (Skirennläufer)
Josef Gassner (* 19. Dezember 1944 in Triesenberg) ist ein ehemaliger liechtensteinischer Skirennläufer.

## Biografie
Bei den Olympischen Winterspielen 1964 war Gassner Teil der Olympiamannschaft von Liechtenstein. Im Abfahrtsrennen belegte er den 53. und im Riesenslalom den 47. Rang. 
Vier Jahre später bei den Olympischen Winterspielen 1968 in Grenoble startete er in den gleichen Disziplinen und verbesserte sich in der Abfahrt auf Platz 33 und im Riesenslalom auf Platz 31.